# Torysky
Torysky este o comună slovacă, aflată în districtul Levoča din regiunea Prešov. Localitatea se află la altitudinea de 813 m deasupra n.m., se întinde pe o suprafață de 17,72 km2 și în 2017 număra 332 de locuitori. Se învecinează cu comuna Nižné Repaše.

## Istoric
Localitatea Torysky este atestată documentar din 1284.

## Demografie
| An:                | 1994 | 2004   | 2014    | 2024   |
| ------------------ | ---- | ------ | ------- | ------ |
| Număr de persoane: | 431  | 392    | 350     | 321    |
| Diferență:         |      | −9,04% | −10,71% | −8,28% |

| An:                | 2023 | 2024   |
| ------------------ | ---- | ------ |
| Număr de persoane: | 324  | 321    |
| Diferență:         |      | −0,92% |